# Magnolia (companie)
Magnolia este florăria din România cu cel mai mare lanț de magazine, rețeaua cuprinzând în anul 2021 17 florării situate în București, Cluj-Napoca, Bistrița, Baia Mare, Brașov, Constanța, Galați, Timișoara, Sibiu, Oradea și Târgu-Mureș și o florărie online. Brandul Magnolia este deținut de compania SC Comgaby Moln SRL, companie care la finalul anului 2020 a înregistrat o cifră de afaceri de aproape 8 milioane de euro, fiind lider în topul companiilor de profil.

## Istoric
Florăria Magnolia a fost înființată în anul 1997, în Bistrița, de către soții Ioana și Gabriel Molnar.
În 1999 a fost deschisă prima reprezentanță din Cluj, oraș care a devenit nucleul afacerii.
Pe lângă magazinele fizice, din 2001 florăria deține și un magazin online, fiind florăria online din România cu cel mai vechi domeniu înregistrat la RoTLD.
În 2021 compania deține, pe lângă magazinul online, 17 florării fizice.

## Rezultate economice
Cifra de afaceri în 2020: 8 milioane euro